# Марк Валерій Публікола
Марк Валерій Публікола (лат. Marcus Valerius Poplicola; ? — після 352 до н. е.) — політичний та військовий діяч часів Римської республіки, консул 355 і 353 років до н. е.

## Життєпис
Походив з патриціанського роду Валеріїв. Син Луція Валерія Публіколи, військового трибуна з консульською владою (консулярного трибуна) 394, 389, 387, 383 і 380 років до н. е. Про молоді роки нічого невідомо. Його кар'єрі сприяла дружба з Сульпіями Петіками, можливо, через родинні зв'язки.
У 358 році до н. е. диктатор Гай Сульпіцій Петік призначив Публіколу своїм заступником — начальником кінноти. Під час каденції звитяжив у війні проти галлів за місто Пренесте.
У 355 році до н. е. Гай Сульпіцій Петік, якого призначено було інтеррексом, сприяв обранню Марка Валерія разом із собою консулом, що було порушенням закону Ліцинія-Секстія (обов'язкове обрання нарівні з патрицієм плебея). Під час каденції Публікола разом з колегою з перемінним успіхом діяв проти етрусків з міста Тарквінії.
У 353 році до н. е. його вдруге обрано консулом, знову разом з Гаєм Сульпіцієм Петіком. Публікола успішно діяв проти міста-держави Тарквінії, але коли проти Риму виступило інше етруске місто Цере, тому було призначено диктатора Тита Манлія Імперіоса Торквата.
Того ж року сприяв обранню свого двоюрідного брата Публія Валерія Публіколи консулом на 352 рік до н. е. Подальша доля невідома.